# Mihai Teja
Mihai Teja (n. 22 septembrie 1978, București, România) este un antrenor român de fotbal ce antrenează în prezent pe Metaloglobus București în SuperLiga României.
S-a retras din cariera de jucător la vârsta de 18 ani, când juca pe postul de mijlocaș central defensiv la juniorii Stelei, din cauza sindromului Wolff-Parkinson-White. După retragere a antrenat grupa de 6-7 ani a juniorilor lui Dinamo, urmând să se reprofileze în postul de preparator fizic, pentru care a urmat cursurile centrului Coverciano. A mai antrenat, din postura de antrenor secund, pe FC Steaua București, Petrolul Ploiești, Astra Ploiești și Standard Liège.
La 15 iunie 2022, a devenit antrenorul principal al echipei FC Botoșani. S-a despărțit de FC Botoșani după mai puțin de cinci luni în funcție, la 10 noiembrie, lăsând echipa pe locul 12 în Superligă după 17 etape, cu 19 puncte din 16 partide.

## Cariera de antrenor
| Echipa             | De la             | Până la           | Rezultate | Rezultate | Rezultate | Rezultate | Rezultate | Rezultate | Rezultate | Rezultate  |
| Echipa             | De la             | Până la           | M         | V         | E         | P         | GF        | GA        | GD        | Victorii % |
| ------------------ | ----------------- | ----------------- | --------- | --------- | --------- | --------- | --------- | --------- | --------- | ---------- |
| Universitatea Cluj | 24 octombrie 2013 | 5 septembrie 2014 | 30        | 14        | 5         | 11        | 30        | 29        | +1        | 46,67      |
| România U21        | 6 noiembrie 2014  | 19 decembrie 2014 | 1         | 1         | 0         | 0         | 1         | 0         | +1        | 1000       |
| Dinamo București   | 7 ianuarie 2015   | 12 martie 2015    | 5         | 2         | 0         | 3         | 7         | 7         | +0        | 40         |
| Universitatea Cluj | 28 octombrie 2015 | 13 aprilie 2016   | 17        | 10        | 5         | 2         | 25        | 7         | +18       | 58,82      |
| Pandurii Târgu Jiu | 17 iulie 2017     | 12 februarie 2018 | 30        | 18        | 5         | 7         | 46        | 23        | +23       | 60         |
| Gaz Metan Mediaș   | 1 iulie 2018      | 27 decembrie 2018 | 25        | 10        | 7         | 8         | 32        | 30        | +2        | 40         |
| FCSB               | 27 decembrie 2018 | 21 mai 2019       | 15        | 9         | 5         | 1         | 27        | 11        | +16       | 60         |
| Politehnica Iași   | 10 iunie 2019     | Prezent           | 6         | 4         | 2         | 0         | 8         | 2         | +6        | 66,67      |
| Total              | Total             | Total             | 123       | 64        | 27        | 32        | 168       | 107       | +61       | 52,03      |

## Legături externe
- Profilul de antrenor Mihai Teja pe soccerway.com